# Льюнг, Кэти
Кэти Лю Льюнг (англ. Katie Liu Leung; род. 8 августа 1987, Мотеруэлл, Северный Ланаркшир, Шотландия) — британская актриса, исполнительница роли Чжоу Чанг в фильмах о Гарри Поттере. Льюнг получила эту роль, когда ей было 18 лет. До этого она принимала участие только в школьных сценических постановках.

## Биография
Льюнг родилась в богатой семье выходцев из Гонконга бизнесмена и ресторатора Питера Льюнга и невролога Кар Вай Ли. При рождении актриса получила традиционное китайское имя -  Лян Пхуйси (— иер. 梁佩詩, кант.-рус. Лён Пхуйси́, кит.-рус. Лян Пэйши́). Родители девочки развелись, когда ей было три года, отец вместе с дочерью остался в Шотландии, мать уехала в Гонконг и не поддерживала с ней отношения. Кэти воспитывалась мачехой, вскоре у нее появилась младшая сестра и два брата. Посещала среднюю школу при Гамильтонском колледже в Южном Ланаркшире. Изначально она изучала рисунок в Лондонском университете искусств, но затем перевелась в Эдинбургский колледж искусств, где получила степень фотографа. После этого она поступила в Королевскую консерваторию Шотландии, где получила степень бакалавра актерского мастерства.

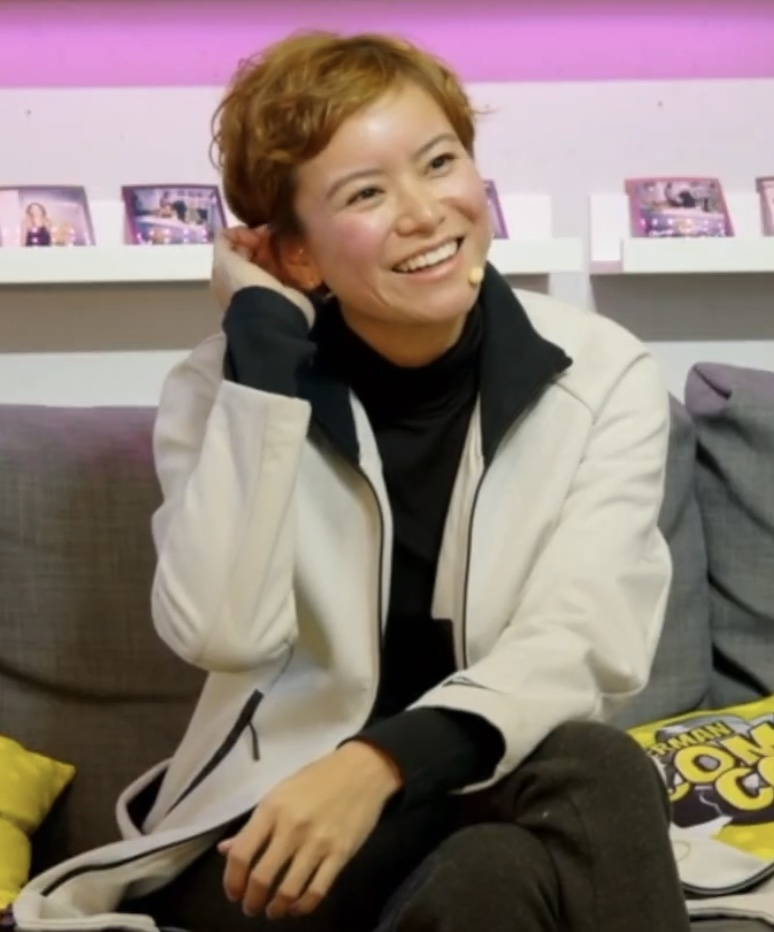
Льюнг в 2020

Отец Льюнг увидел объявление о кастинге для фильма «Гарри Поттер и Кубок огня» и предложил ей попробоваться на роль Чжоу Чанг, подруги главного героя Гарри Поттера. Через две недели она получила приглашение сыграть Чжоу при том, что более чем 4500 других девочек были рассмотрены на участие. Она заявила в интервью «Дейли Рекорд», что её шотландский акцент, вероятно, дал ей преимущество на кастинге.
В 2009 году Льюнг появилась в нескольких незначительных эпизодах фильма «Гарри Поттер и Принц-полукровка».
Также приняла участие в заключительном фильме Поттерианы.
В 2017 году Льюн снялась вместе с Джеки Чаном и Пирсом Броснаном в фильме «Иностранец» в роли дочери персонажа Чана.
В июне 2021 года она рассказала короткую аудиоисторию Off Course. Эта история стала победителем благотворительного конкурса писателей, который собрал деньги для Шотландского совета по делам беженцев, она была опубликована на платформе аудиокниг Bibliophone. Впоследствии Льюн сыграла в роль констебля Блэр Фергюсон в телесериале Анника и появится в предстоящем сериале Переферийные устройства.
В 2023 году сыграла роль журналистки Маргарет Мур в сериале "Химия", снятому по одноименной книге Саймона Бекетта.
В 2024 Кэти Льюнг присоединилась к обновленному актерскому составу псевдоисторического сериала " Бриджертоны " с ролью Леди Амаранты Ган.

## Личная жизнь
В 2007 году она помогла благотворительному фонду Prince Trust собрать 100 000 фунтов стерлингов, запустив конкурс детского творчества, а также пожертвовала одну из своих собственных картин, которая была продана с аукциона за 960 фунтов стерлингов. Льюн выразила страсть к фотографии. В 2009 году она была одной из двух знаменитостей, которые пожертвовали фотографию на конкурс I:Click 2009 компании Sightsavers International. Sightsavers International ― благотворительная организация по борьбе со слепотой в бедных странах.
В марте 2021 года Льюн рассказала о расистских оскорблениях, которые она получила от фанатов во время съёмок «Гарри Поттера». Появляясь в эпизоде подкаста Chinese Chippy Girl, она сказала, что её публицисты советовали ей отрицать происходящее, если её спросят.
В 2023 году актриса сообщила в своём инстаграме, что родила сына Вольфа, но супруга она скрывает.

## Фильмография
| Год         | Название                               | Роль                 | Примечания                                    |
| ----------- | -------------------------------------- | -------------------- | --------------------------------------------- |
| 2005        | Гарри Поттер и Кубок огня              | Чжоу Чанг            |                                               |
| 2007        | Гарри Поттер и Орден Феникса           | Чжоу Чанг            |                                               |
| 2008        | Пуаро Агаты Кристи                     | Сюи Таи              | 2 эпизод 11 сезона «Кот среди голубей»        |
| 2009        | Гарри Поттер и Принц-Полукровка        | Чжоу Чанг            |                                               |
| 2011        | Гарри Поттер и Дары Смерти. Часть 2    | Чжоу Чанг            |                                               |
| 2013        | Беги                                   | Ню-Ин                | мини-сериал из 4 эпизодов                     |
| 2014        | Отец Браун                             | Цзя-Ли Жерар         | 8 эпизод 2 сезона «Приз полковника Жерара»    |
| 2014        | Единственный ребёнок                   | Мэй Эшли             | Мини-сериал из 3 эпизодов                     |
| 2017        | T2: Трейнспоттинг                      | Медсестра            |                                               |
| 2017        | Иностранец                             | Фан                  |                                               |
| 2018        | Прелести главной героини               | Ассистент            |                                               |
| 2018        | Незнакомцы                             | Лау Чен              |                                               |
| 2018        | Пиршество                              | Хейли                |                                               |
| 2019        | Чимерика                               | Лэйли                |                                               |
| 2019        | Долина Мумми - Троллей                 | Ту - Тики            |                                               |
| 2020        | Гнездо                                 | Элеонор              |                                               |
| 2020        | Скользкий путь                         | Маргарет Мур         |                                               |
| 2020        | Обещание                               | Воровка              |                                               |
| 2020        | Киберпанк 2077                         | Озвучка              |                                               |
| 2020 - 2025 | Бриджертоны                            | Леди Араманта Ган    |                                               |
| 2021        | Аркейн                                 | Кейтлин              | Анимационный сериал по игре League of Legends |
| 2021        | Локдаун                                | Наташа               |                                               |
| 2021        | Додо                                   | Собхан Мерфи         |                                               |
| 2021 - 2023 | Анника                                 | Доктор Блэр Фергюсон |                                               |
| 2022        | Периферийные устройства                | Эш                   |                                               |
| 2022        | Лего звёздные войны: Сага О Скайуокере | Роуз Тико            |                                               |
| 2023        | Колесо времени                         | Яссика               |                                               |
| 2023        | Химия смерти                           | Маргарет Кесседи     |                                               |
| 2023        | 1984                                   | Линг                 |                                               |
| 2024        | Ночной поезд                           | Рейчел Лей           |                                               |

## Награды
Номинации
2006
- Награда лучшему новичку (newcomer) (Top 4)
- Награда «Молодой Шотландец»

2008
- Награда за самый лучший поцелуй MTV Movie Awards U.S. 2008 вместе с Дэниелом Рэдклиффом

Победитель
2007
- Самая стильная девушка Шотландии